# Koivusaari (ö i Finland, Norra Karelen, Joensuu, lat 62,57, long 30,67)
Koivusaari är en ö i Finland. Den ligger i sjön Saarijärvi och i kommunen Joensuu i den ekonomiska regionen  Joensuu ekonomiska region  och landskapet Norra Karelen, i den sydöstra delen av landet, 400 km nordost om huvudstaden Helsingfors. Öns area är 4,5 hektar och dess största längd är 380 meter i sydöst-nordvästlig riktning.